# 中韓囲碁リーグ優勝対抗戦
中韓囲碁リーグ優勝対抗戦（ちゅうかんいごリーグゆうしょうたいこうせん、中韩围棋联赛冠军对抗赛、진리배 한ㆍ중 바둑리그 우승팀 대항전）は、韓国囲碁リーグと中国囲棋甲級リーグ戦の優勝チームによる対抗戦。2006年に韓中チャンピオンズリーグ（かんちゅうチャンピオンズリーグ、한중 챔피언스리그）として開催。次いで2018年に金立杯中韓囲碁リーグ優勝対抗戦、2019年にKB国民銀行杯韓中囲碁リーグ優勝対抗戦として開催された。

## 韓中チャンピオンズリーグ
2005年の韓国囲碁リーグ優勝の新星建設チームと、中国囲棋甲級リーグ戦優勝の上海移動通信チームで、各4名の選手による対抗戦が、2006年2月27日に北京で行われた。その結果、2勝2敗の同率となり、主将同士による決戦で新星建設が勝利した。
- 後援 新星建設
- 優勝賞金 2000万ウォン
- ルールは中国ルール。コミは、7目半。
- 持時間は、4局中2局は各2時間40分、1分の秒読み5回。もう2局と主将決戦は各10分、50秒の秒読み3回。

対局結果
|          | 新星建設（韓国） |   |   | 上海移動通信（中国） |
| -------- | ---------------- | - | - | -------------------- |
| 第1局    | 朴永訓           | ○ | × | 劉世振               |
| 第2局    | 朴正祥           | × | ○ | 邱峻                 |
| 第3局    | 李熙星           | ○ | × | 胡耀宇               |
| 第4局    | 金榮桓           | × | ○ | 常昊                 |
| 主将決戦 | 朴永訓           | ○ | × | 常昊                 |

## 金立杯中韓リーグ優勝対抗戦
2017年の韓国囲碁リーグ優勝の正官庄皇眞丹チームと、中国囲棋甲級リーグ戦優勝の中信北京チームで、各4名の選手による対抗戦2回戦が、2018年1月19-20日に北京で行われた。その結果、第1戦は正官庄が3勝1敗、第2戦は2勝2敗で、正官庄が計5勝3敗で勝利した。
- 主催 中国棋院、韓国棋院
- 後援 金立集団
- 優勝賞金 15万元
- ルールは中国ルール。コミは、7目半。
- 持時間は、4局中3局は各2時間、1分の秒読み5回。もう1局（快棋戦）は1手30秒、1分の秒読み10回。

対局結果
- 第1戦（1月19日）

|       | 正官庄皇眞丹（韓国） | 3 | 1 | 中信北京（中国） |
| ----- | -------------------- | - | - | ---------------- |
| 第1局 | 申眞諝               | ○ | × | 柁嘉熹           |
| 第2局 | 李昌鎬               | ○ | × | 韓一洲           |
| 第3局 | 金明訓               | ○ | × | 鍾文靖           |
| 快棋  | 朴進率               | × | ○ | 陳耀燁           |

- 第2戦（1月20日）

|       | 正官庄皇眞丹（韓国） | 2 | 2 | 中信北京（中国） |
| ----- | -------------------- | - | - | ---------------- |
| 第1局 | 申眞諝               | × | ○ | 陳耀燁           |
| 第2局 | 金明訓               | ○ | × | 伊凌涛           |
| 第3局 | 韓升周               | × | ○ | 韓一洲           |
| 快棋  | 李昌鎬               | ○ | × | 柁嘉熹           |

## KB国民銀行杯韓中リーグ優勝対抗戦
2018年の韓国囲碁リーグ優勝の浦項ポスコケムテクチームと、中国囲棋甲級リーグ戦優勝の江蘇華泰証券チームで、各5名の選手による対抗戦2回戦が、2019年2月16-17日にソウル市で行われた。その結果、第1戦は浦項が3勝2敗、第2戦は江蘇が3勝2敗で、合計5-5の同点となり、第2戦で行われた主将戦を制した江蘇チームの勝利となった。
- 主催 韓国棋院
- 共催 中国囲棋協会
- 後援 KB国民銀行
- 優勝賞金 5000万ウォン
- コミは、6目半。
- 持時間は、5局中1局は各1時間、1分の秒読み1回。もう4局（快棋戦）は各10分、40秒の秒読み5回。

対局結果
- 第1戦（2月16日）

|       | 浦項ポスコケムテク（韓国） | 3 | 2 | 江蘇華泰証券（中国） |         |
| ----- | -------------------------- | - | - | -------------------- | ------- |
| 第1局 | 尹燦熙                     | × | ○ | 趙晨宇               | 1時間制 |
| 第2局 | 卞相壹                     | ○ | × | 於之瑩               |         |
| 第3局 | 羅玄                       | ○ | × | 童夢成               |         |
| 第4局 | 崔哲瀚                     | ○ | × | 羋昱廷               |         |
| 第5局 | 金顕燦                     | × | ○ | 黄雲嵩               |         |

- 第2戦（2月17日）

|       | 江蘇華泰証券 | 3 | 2 | 浦項ポスコケムテク |                 |
| ----- | ------------ | - | - | ------------------ | --------------- |
| 第1局 | 羋昱廷       | ○ | × | 卞相壹             | 主将戦・1時間制 |
| 第2局 | 童夢成       | × | ○ | 羅玄               |                 |
| 第3局 | 於之瑩       | × | ○ | 尹燦熙             |                 |
| 第4局 | 黄雲嵩       | ○ | × | 崔哲瀚             |                 |
| 第5局 | 趙晨宇       | ○ | × | 金顕燦             |                 |